# 기다 (바둑)
기는 수는 반상의 저위를 기어가듯 두는 수다. 주로 제2선에서 돌을 이어가는 행마법을 기다라고 한다. '2선을 기면 바둑 진다'라는 격언처럼 2선에서 돌을 필요 이상 계속 이어가면 나쁜 결과로 이어질 수 있다. 